# Clarence Kelly
Clarence James Kelly (* 1941; † 2. Dezember 2023) war ein US-amerikanischer sedisvakantistischer katholischer Bischof.

## Leben
Clarence Kelly wurde am 13. April 1973 in Ecône von Erzbischof Marcel Lefebvre für die Priesterbruderschaft St. Pius X. zum Priester geweiht.
Kelly wurde Distriktoberer der Priesterbruderschaft in den Vereinigten Staaten. 1983 wurde er gemeinsam mit acht anderen Priestern aus der FSSPX ausgeschlossen, u. a. weil diese sich geweigert hatten, das Messbuch von Johannes XXIII. zu verwenden und Johannes Paul II. im Messkanon zu nennen. Die ausgeschlossenen Priester bildeten die sedisvakantistische Priesterbruderschaft St. Pius V. (SSPV), die die Legitimität der liturgischen Reformen seit 1958 in Frage stellten. Die meisten Priester des SSPV, einschließlich Daniel Dolan, Donald J. Sanborn und Anthony Cekada, lösten sich wieder von ihr, teils wegen ihrer Verneinung der Gültigkeit der Thuc-Weihen durch Kelly und andere, teils weil sie eine offenere Struktur für die sedisvakantistische Position wünschten. Sanborn und Dolan wurden später in der Thuc-Linie zu Bischöfen geweiht.
Clarence Kelly wurde am 19. Oktober 1993 im kalifornischen Carlsbad, einem Seebad zwischen Los Angeles und San Diego, durch Alfredo Méndez-Gonzalez, den emeritierten Bischof von Arecibo, Puerto Rico, zum Bischof geweiht. 1984 gründete Kelly die Kongregation der Daughters of Mary, deren Mutterhaus sich in Round Top, im New Yorker Greene County südlich von Albany, befindet.

## Schriften
- The Case of Leonard Feeney. 1996.
- The Sacred and the Profane. (pdf, 14,3 MB) Seminary Press, Round Top, New York, 1997, archiviert vom Original am 28. Februar 2014.